# Henrique Pereira de Lucena

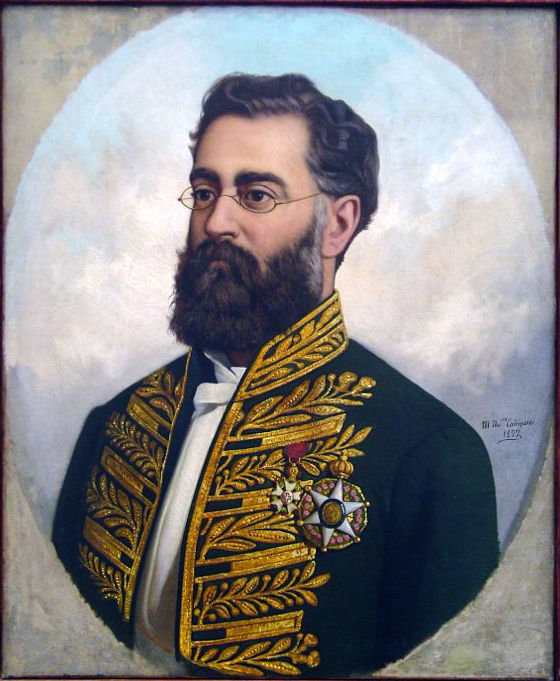
Henrique Pereira de Lucena

Henrique Pereira de Lucena, barão (baron) de Lucena (Bom Jardim, 27 mei 1835 - Rio de Janeiro, 10 december 1913), was een Braziliaans politicus.
Henrique Pereira de Lucena was afkomstig uit de deelstaat Pernambuco. Van 1886 tot 1889 zat hij in de Kamer van Afgevaardigden. Later bekleedde hij het voorzitterschap van de Kamer van Afgevaardigden (1888-1889). Hij was de laatste voorzitter van de Kamer van Afgevaardigden onder de monarchie.
Henrique Pereira de Lucena was na het uitroepen van de republiek (1889) president van de deelstaat Pernambuco (4 augustus - 23 oktober 1890) en daarna minister van Justitie en Landbouw onder president Manuel Deodoro da Fonseca. Hij adviseerde de laatste het parlement te ontbinden en per decreet te regeren. De president volgde het advies van Lucena op, ontbond het parlement (3 november 1891) maar deze actie luidde zijn val in (23 november 1891).
Henrique Pereira de Lucena was van 1890 tot 1892 president van het Hooggerechtshof.
Henrique Pereira de Lucena overleed op 10 december 1913 in Rio de Janeiro.